# William Woodward (Politiker)
William Woodward war ein US-amerikanischer Politiker. Zwischen 1815 und 1817 vertrat er den Bundesstaat South Carolina im US-Repräsentantenhaus.

## Werdegang
Weder das Geburts- noch das Sterbedatum von William Woodward sind bekannt. Genauso verhält es sich mit den Geburts- und Sterbeorten. Auch seine Jugend und seine Ausbildung liegen im Dunkeln. Sicher ist, dass er als Kandidat der Demokratisch-Republikanischen Partei von 1818 bis 1823 Abgeordneter im Repräsentantenhaus von South Carolina war.
Bei den Kongresswahlen des Jahres 1814 wurde er im fünften Wahlbezirk von South Carolina in das US-Repräsentantenhaus in Washington, D.C. gewählt. Dort trat er am 4. März 1815 die Nachfolge von David R. Evans an. Woodward absolvierte bis zum 3. März 1817 nur eine Legislaturperiode im Kongress. Dann fiel sein Sitz an Starling Tucker.
Über den weiteren Lebenslauf von William Woodward gibt es ebenfalls keine Informationen. Er war der Vater von Joseph A. Woodward (1806–1885), der zwischen 1843 und 1853 ebenfalls den Staat South Carolina im US-Repräsentantenhaus vertrat.